# LEPROT
LEPROT (англ. Leptin receptor overlapping transcript) – білок, який кодується однойменним геном, розташованим у людей на 1-й хромосомі. Довжина поліпептидного ланцюга білка становить 131 амінокислот, а молекулярна маса — 14 254.
| 10         |  | 20         |  | 30         |  | 40         |  | 50         |
| ---------- |  | ---------- |  | ---------- |  | ---------- |  | ---------- |
| MAGVKALVAL |  | SFSGAIGLTF |  | LMLGCALEDY |  | GVYWPLFVLI |  | FHAISPIPHF |
| IAKRVTYDSD |  | ATSSACRELA |  | YFFTTGIVVS |  | AFGFPVILAR |  | VAVIKWGACG |
| LVLAGNAVIF |  | LTIQGFFLIF |  | GRGDDFSWEQ |  | W          |  |            |

A: Аланін

C: Цистеїн

D: Аспарагінова кислота

E: Глутамінова кислота

F: Фенілаланін

G: Гліцин

H: Гістидин

I: Ізолейцин

K: Лізин

L: Лейцин

M: Метіонін

N: Аспарагін

P: Пролін

Q: Глутамін

R: Аргінін

S: Серин

T: Треонін

V: Валін

W: Триптофан

Локалізований у мембрані, апараті гольджі, ендосомах.